# Muhammad ibn Abd al-Karím al-Chattábí
(Muhammad ibn) Abd al-Karím al-Chattábí, (přesněji (Muhammad ibn) Abdu 'l-Karím al-Chattábí nebo (Muhammad ibn) Abdalkarím al-Chattábí, 1882, Ahdir – 6. nebo 7. února 1963, Káhira) byl marocký emír a bojovník za nezávislost. Stál v čele berberského povstání proti španělským a francouzským kolonizátorům. V roce 1921 porazil Španěly (což vedlo v této zemi k následným politickým otřesům a vzniku vojenské diktatury) a stal se prezidentem Rífské republiky, ale v roce 1926 ho zajali Francouzi a deportovali na ostrov Réunion. Propuštěn byl až v roce 1947 a následně se mu podařilo získat azyl v Egyptě, kde v letech 1948–1956 stál v čele Výboru pro osvobození arabského Maghrebu v Káhiře.